# Twisted Metal: Head-On
Twisted Metal: Head-On é um jogo eletrônico de combate veicular desenvolvido pela Incognito Entertainment e publicado pela Sony Computer Entertainment] em 2005 para PlayStation Portable e em 2008 para PlayStation 2.